# CommWarrior
Bei CommWarrior handelt es sich um einen Handy-Wurm, der Mobiltelefone mit dem Betriebssystem Symbian OS Serie 60, welches beispielsweise viele Nokia Handys benutzen, befällt.
Die Verbreitung des Wurms geschieht entweder über MMS oder über Bluetooth.

## Funktion
Bei der MMS-Variante wird stets eine Datei namens commw.sis versendet, zusammen mit einem beschreibenden Text, der die Datei z. B. als Antiviren-Software oder als Spiel ausgibt. Die Telefonnummern, an die die MMS-Nachrichten versendet werden, holt sich der Wurm direkt aus dem Adressbuch.
Bei der Bluetooth-Variante, die technologiebedingt auf einen Radius von ca. 10 m begrenzt ist, sucht das infizierte Mobiltelefon nach offenen potentiellen Empfangsgeräten, und verschickt Dateien mit einem zufälligen Dateinamen und der Dateiendung „.SIS“.
Laut F-Secure wurde das Auftreten des Wurmes schon in vielen Ländern registriert, z. B. in Italien, Brunei oder auch Südafrika.